# لويس إف. بورنس
لويس إف. بورنس (بالإنجليزية: Louis F. Burns)‏ هو مؤرخ أمريكي، ولد في 2 يناير 1920 في إلجين في الولايات المتحدة، وتوفي في 20 مايو 2012 في بوهوسكا في الولايات المتحدة.